# Fabio Croce
Fabio Croce (Roma, 1960) è un editore, scrittore e politico italiano, attivista per i diritti degli omosessuali.

## Biografia
Dopo venti anni dedicati all'attività di libraio si è dedicato all'editoria, con le omonime Edizioni Croce. È da anni attivista della comunità LGBT italiana e con la sua casa editrice ha pubblicato molti libri che affrontano la tematica omosessuale e la questione di genere.
Ha scritto undici saggi, tra i quali una celebre inchiesta sul caso della morte delle Guardie Svizzere Estermann e Tornay del 4 maggio 1998. Suoi testi teatrali sono andati in scena in vari teatri europei. Nel 1999 debutta Uomini Oltre, nel 2005 Il Cardinal Mia Cara, nel 2008 04/05/98 Strage in Vaticano e nel 2009 Vite Violate – La Pedofilia nella Chiesa Cattolica.
Nel 2001 crea una Gay Street a Roma nella zona del Colosseo. Attivista Arcigay, negli anni ha rappresentato la questione omosessuale in politica, come candidato alla Camera dei deputati con i Verdi, alla Regione Lazio con la Lista civica Marrazzo, al Comune di Roma con la lista civica Roma per Veltroni e successivamente con i Verdi per Veltroni.Nel 1997 ha fondato la casa editrice Edizioni Croce, che ancora gestisce.
Nel 2006 ha curato la voce “Letteratura gay in Italia” per la Routledge International Encyclopedia of Queer Culture.
Nel 2008, in qualità di editore, ha ricevuto a Oslo un importante riconoscimento culturale per il suo impegno a favore dei diritti civili, scelto dai membri della giuria del Premio Nobel per la Pace, in occasione dell'evento “Words – International Literary Festival 2008”.
Del 2019 il suo ultimo romanzo, “Strani amori” (Croce). Del 2024 il suo ultimo libro, “Vizi capitali. Dietro le quinte del vaticano”.